# Minaret Džam
Minaret Džam (paštunsko in darijsko منار جام) je Unescova svetovna dediščina v zahodnem Afganistanu. Stoji v oddaljeni in skoraj nedostopni regiji okrožja Šahrak, provinca Ghor, poleg reke Hari. 62 m ali 65 m visok minaret je bil zgrajen ok. 1190 v celoti iz žgane opeke in slovi po svoji zapleteni dekoraciji iz opeke, štukature in glaziranih ploščic, ki je sestavljena iz izmenjujočih se pasov kaligrafije kufske pisave in napisi naskhi, geometrijskih vzorcev in verzov iz Korana. Od leta 2002 je minaret ostal na seznamu ogrožene svetovne dediščine, ki mu resno grozi erozija in ni bil aktivno ohranjen. Leta 2014 je BBC poročal, da je stolp v neposredni nevarnosti, da se zruši.
Leta 2020 je Svetovna izobraževalna, znanstvena in kulturna organizacija (ICESCO) minaret Džama uvrstila med območja kulturne dediščine islamskega sveta. Po navedbah afganistanskega ministrstva za zunanje zadeve (MoFA) je minaret Džam prva afganistanska kulturna dediščina, ki jo je ICESCO uvrstil na seznam.

## Etimologija
Beseda minaret je arabska [منارة] in običajno pomeni stolp ob mošeji, s katerega mujezin kliče vernike k molitvi. Vendar pa pomeni tudi svetilnik in ima druge pomene. Tukaj se uporablja ohlapno.

## Lokacija
Minaret Džam je verjetno na mestu prestolnice dinastije Guridov, Firozkoh.
Krožni minaret sloni na osmerokotni podlagi; imel je 2 lesena balkona, na vrhu pa je bila svetilka. Njegova formalna predstavitev je presenetljivo podobna minaretom Gaznija, ki jih je zgradil Masud III. Menijo, da je bil neposreden navdih za Qutub Minar v Delhiju v Indiji.
Minaret Džam spada v skupino okoli 60 minaretov in stolpov, zgrajenih med 11. in 13. stoletjem v Srednji Aziji, Iranu in Afganistanu, vključno s Kutlug Timurjevim minaretom v Starem Urgenču (dolgo velja za najvišjega od teh, ki še obstajajo). Minareti naj bi bili zgrajeni kot simboli islamske zmage, medtem ko so bili drugi stolpi preprosto mejniki ali stražni stolpi.
Arheološka pokrajina okoli Džama vključuje ruševine 'palače', utrdb, lončarske peči in judovskega pokopališča, domnevajo pa, da so ostanki izgubljenega mesta Firozkoh. Analiza 'roparskih lukenj' okoli mesta, satelitskih posnetkov visoke ločljivosti in podatkov iz Google Zemljevidov je pripeljala do ocene, da je bila poletna prestolnica Guridov okoli minareta velika približno 19,5 hektarjev.
Arheološko najdišče Džam je bilo leta 2002 uspešno nominirano za prvo območje svetovne dediščine v Afganistanu. Prav tako je bilo vpisano na Unescov seznam ogrožene svetovne dediščine zaradi negotovega stanja ohranjenosti minareta in rezultatov plenjenja na mestu.
Po mnenju arheologov je bilo 10 kilometrov stran od minareta odkrito tudi judovsko pokopališče, vključno z ostanki vojaške zgradbe, palače in lončenih posod.

## Zgodovina
V 12. in 13. stoletju so Guridi nadzorovali današnji Afganistan, pa tudi dele vzhodnega Irana, Srednje Azije, severne Indije in dele Pakistana.
Arabski napis, ki datira minaret, je nejasen – če bi ga pretvorili v gregorijanske datume, bi se lahko glasilo 1193/4 ali 1174/5. Tako bi lahko počastil zmago guridskega sultana Ghijas ud-Dina nad Gaznavidi leta 1186 v Lahoreju. Vendar je dr. Ralph Pinder-Wilson, britanski arheolog in direktor britanskega inštituta za afganistanske študije v 1970-ih, napisal veliko študijo o minaretih Džam in Gazni, v kateri je izrazil prepričanje, da je bil minaret zgrajen v spomin na zmaga Muizz ad-Dina, Ghijath ud-Dinovega brata, nad Prithvirajem Čauhanom. Ta zmaga je omogočila islamu, da se je razširil na severno Indijsko podcelino. Pinder-Wilson je verjel, da je bil minaret zgrajen v slogu tistega časa, ki je vključeval tradicijo zgodnjih islamskih zmagovalnih stolpov, ki so oznanjali osvajalno moč islama.
Domneva se, da je bil minaret pritrjen na petkovo mošejo Firozkoh, za katero Guridski kronist Abu 'Ubaid al-Džuzdžani pravi, da jo je odnesla huda poplava, nekaj časa pred mongolskimi obleganji v zgodnjem 13. stoletju. Delo na Džamu ob arheološkem projektu je našlo dokaze o veliki dvoriščni stavbi poleg minareta in dokazi o rečnih usedlinah na vrhu tlaka iz žgane opeke.
Slava cesarstva Guridov je po smrti Ghijath ud-Dina leta 1202 upadla, ko je bilo prisiljeno ozemlje prepustiti cesarstvu Hvarezm. Džuzdžani navaja, da so Firuzkuh leta 1222 uničili Mongoli.
Minaret je bil malo znan zunaj Afganistana, dokler leta 1886 o njem ni poročal sir Thomas Holdich, ko je delal za afganistansko mejno komisijo. Svetovna pozornost pa je pritegnila šele leta 1957 z delom francoskih arheologov Andréja Maricqa in Gastona Wieta. Kasneje je Werner Herberg v 1970-ih izvedel omejene raziskave okoli najdišča, Ralph Pinder-Wilson pa je v istem desetletju zaključil svojo glavno študijo o najdišču, preden je sovjetska invazija leta 1979 ponovno prekinila zunanji dostop.

### Potres leta 2022
17. januarja 2022 je zahodni Afganistan prizadel potres, ki je ubil 28 ljudi. Potres je povzročil padanje opeke s stolpa in od takrat obstaja še večja nevarnost, da se zruši.

## Napisna vsebina
- Najvišji pas sestavlja muslimanska veroizpoved, šahada; »Pričam, da ni boga razen Alaha (in da je) Mohamed Alahov poslanec«.
- Pod tem sta zgornja dva pasova, ki sta sestavljena iz verza 13, surat al-Saff LXI; »Alahova pomoč in sedanja zmaga. Oznani (o Mohamed) vernikom. O vi, ki verujete«.
- Pas pod tem je sestavljen iz imen in naslovov Ghijath ad-Din Mohamed bin Sama
- Pod tem je trak, ki vsebuje razširjeno različico imen in naslovov Ghijath ad-Din Mohameda v turkiznih mozaičnih ploščicah
- Podolgovat šesterokotnik z dvema črtama naskhi spodaj, (1) »Delo 'Alija ibn ...«, (2) nedešifrirano
- Napis »Abu'l-Fath«, močno poškodovan, ker je bil izdelan iz štukature
- Prepleteni pasovi, sestavljeni iz sure Marjam XIX.[13]
- Obrnjen proti severu je kufski napis »Na dan leta petsto devetdeset« (enakovredno od 27. decembra 1193 do 16. decembra 1194).[14]

## Grožnje
Minaret v Džamu ogrožajo erozija, vdor vode in poplave zaradi njegove bližine rekama Hari in Džam. Druga nevarnost so potresi, ki se v regiji pogosto dogajajo. Stolp se je nagibal in v različnih obdobjih so bila izvedena stabilizacijska dela.
Po svojem obisku leta 2002 je britanski raziskovalec in bodoči poslanec Rory Stewart poročal, da so plenilci in nezakonita izkopavanja poškodovali tudi arheološko najdišče, ki obdaja minaret.
21. julija 2018 je Pajhwok News poročal o spopadih talibanov z lokalnimi silami na kontrolnih točkah v bližini minareta Džam v 6-urnem spopadu. Skrajneži so zažgali gozdove, ki obdajajo zgodovinsko okrožje, in poškodovali mošejo.
Direktor za kulturo in informiranje Ghorja Fakhruddin Ariapoor je izrazil zaskrbljenost zaradi nestabilnosti na tem območju in navedel, da so bili nekateri deli zelene površine poškodovani; in čeprav je minaret ostal nedotaknjen, je opozoril, da če centralna vlada ne bo namenila ustrezne pozornosti varnosti kraja, ga bodo militanti uničili.

## Ohranjanje
Minaret so leta 1958 v veliki meri ponovno odkrili francoski raziskovalci. Od njegove najdbe do zgodnjih 1970-ih so bila aktivna prizadevanja za obnovo in znanstvene študije, da bi upočasnili proces propadanja. Vendar po sovjetski invaziji na Afganistan ni bilo nobenih naporov.
Unesco je poskušal uvesti programe ocenjevanja. Leta 2012 je UNESCO predstavil načrte za 3D-skeniranje, hidravlične meritve in krepitev podpornih tramov in sten za vzdrževanje minareta, posnete pa so bile tudi fotografije zunanje strukture, da bi zagotovili modele za prihodnjo rekonstrukcijo. Čeprav je 3D modeliranje minareta končno izvedel Iconem za Unesco, je politična nestabilnost privedla do pomanjkanja sredstev in ni bilo nobenega vzdrževanja. Poleg tega je okoliški teren oteževal napredovanje strukture, saj ovira dostop. Vendar so te ocene zagotovile trdno podlago za prihodnje vzdrževanje. Medtem ko je delo na terenu še vedno težavno, so arheologi analizirali satelitske slike in podatke iz Google Zemljevidov, da bi prišli do novih odkritij o minaretu in okolici.
Veliko je mogoče in treba storiti, da bi pomagali pri ohranitvi minareta. Varnost bi morala biti eden od glavnih poudarkov, saj je plenjenje običajno na arheološkem najdišču. Podobno je pomembno, da se prebivalci Afganistana vključijo v to, da bo njihovo zanimanje in angažiranost na mestu, upajmo, financiralo prihodnja prizadevanja za ohranitev.

## Gallery
- Minaret Džam, okrasni napisi na zunanjosti
- Minaret Džam, detajl
- Del okrasnega zunanjega napisa
- Okrašena zunanjost minareta Džam, avgust 2005
- Minaret Jama, z zasnovo pod vplivom Karamije
- Notranjost minareta
- Minaret Džama na bregu reke Hari Rud
- Tlakovanje dvorišča iz žgane opeke v bližini minareta Džam, avgust 2005
- Minaret Džam in Qasr Zarafšan, avgust 2005
- Kmetija ob poti proti minaretu